# Barbara Wilson (Sprinterin)
Barbara Wilson (Barbara Ellen Wilson, geb. Jordan; * 5. Mai 1952) ist eine ehemalige australische Sprinterin.
In der 4-mal-100-Meter-Staffel wurde sie bei den Olympischen Spielen 1976 in Montreal mit der australischen Mannschaft und beim Leichtathletik-Weltcup 1977 in Düsseldorf mit der ozeanischen Mannschaft jeweils Fünfte.

## Persönliche Bestzeiten
- 100 m: 11,63 s, 19. August 1977, Sofia (handgestoppt: 11,2 s, 30. September 1973, Brisbane)
- 200 m: 23,3 s, 28. Februar 1976, Brisbane